# Алексеев, Алексей Александрович (хоккеист)
Алексей Александрович Алексе́ев (род. 24 апреля 1974, Петропавловск) — российский хоккеист, нападающий и тренер.

## Биография
Родился 24 апреля 1974 года в городе Петропавловске Северо-Казахстанской области Казахской ССР. С 1975 года жил в городе Тольятти, где его отец в 1975—2014 годах работал инженером ПО «АвтоВАЗ».
Воспитанник тольяттинской хоккейной школы. На взрослом уровне начал выступать в сезоне 1993/94 годов в составе «Лады», сыграл в том сезоне 4 матча, не набрав очков, а его команда стала победителем Межнациональной хоккейной лиги и чемпионом России. Выступал за «Ладу» до 1999 года, но основным игроком не был, проведя 28 матчей в регулярных сезонах. Много времени играл на правах аренды за самарский ЦСК ВВС (около 150 матчей) и за второй состав «Лады».
В дальнейшем играл за российские команды Суперлиги и Высшей лиги, но в большинстве из них не мог надолго закрепиться. Четыре сезона провёл в составе новокузнецкого «Металлурга» — три в Суперлиге и один — в Высшей лиге. В конце карьеры выступал в чемпионате Белоруссии за «Металлург» (Жлобин). Играя в Новокузнецке, получил травму руки, а в Белоруссии дважды ломал ногу, после этого решил в возрасте 33-х лет завершить карьеру.
После окончания игровой карьеры работал детско-юношеским тренером в системе тольяттинской «Лады» (2008—2012, октябрь 2015 — декабрь 2016), ассистентом тренера в жлобинском «Металлурге» (2013—2015). 6 декабря 2016 года стал старшим тренером ХК «Рязань», а в 2017 году возглавил команду «Ладья» — молодёжный состав «Лады».
В июне 2019 года стал помощником главного тренера воскресенского «Химика», пробыл в должности до конца сезона 2020/2021.
В мае 2021 года назначен главным тренером учалинского «Горняка», входящего в систему екатеринбургского «Автомобилиста».
Сын Егор — хоккеист.